# Viktor Antipin
Viktor Vladimirovitj Antipin, förekommer ibland att hans förnamn stavas Victor, ryska: Виктор Владимирович Антипин, född 6 december 1992, är en rysk-kazakisk professionell ishockeyback som spelar för Metallurg Magnitogorsk i KHL.
Han har tidigare spelat för Buffalo Sabres i NHL och på lägre nivåer för Stalnyje Lisy i MHL.
Antipin blev aldrig draftad av någon NHL-organisation. Han vann två Gagarin Cup med Metallurg Magnitogorsk för säsongerna 2013–2014 och 2015–2016.
Han är son till Vladimir Antipin, som själv spelade professionell ishockey mellan 1991 och 2009.

## Statistik
| 2008–2009  | Metallurg Magnitogorsk U17 |            | 27  | 2  | 7  | 9  | 14  | —  | —  | —  | —  | —  |
|            | Metallurg Magnitogorsk     |            | 10  | 1  | 2  | 3  | 2   | —  | —  | —  | —  | —  |
| 2009–2010  | Stalnyje Lisy              | MHL        | 39  | 2  | 9  | 11 | 22  | 5  | 0  | 0  | 0  | 2  |
| 2010–2011  | Metallurg Magnitogorsk     | KHL        | 2   | 0  | 0  | 0  | 0   | —  | —  | —  | —  | —  |
|            | Stalnyje Lisy              | MHL        | 44  | 4  | 10 | 14 | 68  | 17 | 4  | 2  | 6  | 8  |
| 2011–2012  | Stalnyje Lisy              | MHL        | 40  | 6  | 19 | 25 | 18  | 11 | 2  | 4  | 6  | 0  |
| 2012–2013  | Metallurg Magnitogorsk     | KHL        | 50  | 10 | 11 | 21 | 8   | 7  | 1  | 2  | 3  | 0  |
| 2013–2014  | Metallurg Magnitogorsk     | KHL        | 45  | 9  | 8  | 17 | 16  | 21 | 4  | 5  | 9  | 25 |
| 2014–2015  | Metallurg Magnitogorsk     | KHL        | 54  | 5  | 16 | 21 | 4   | 10 | 2  | 5  | 7  | 0  |
| 2015–2016  | Metallurg Magnitogorsk     | KHL        | 56  | 6  | 9  | 15 | 8   | 23 | 3  | 4  | 7  | 8  |
| 2016–2017  | Metallurg Magnitogorsk     | KHL        | 59  | 6  | 18 | 24 | 8   | 18 | 7  | 4  | 11 | 2  |
| 2017–2018  | Buffalo Sabres             | NHL        | 47  | 0  | 10 | 10 | 18  | —  | —  | —  | —  | —  |
| 2018–2019  | Metallurg Magnitogorsk     | KHL        | —   | —  | —  | —  | —   | —  | —  | —  | —  | —  |
| NHL totalt | NHL totalt                 | NHL totalt | 47  | 0  | 10 | 10 | 18  | —  | —  | —  | —  | —  |
| KHL totalt | KHL totalt                 | KHL totalt | 266 | 36 | 62 | 98 | 44  | 79 | 17 | 20 | 37 | 35 |
| MHL totalt | MHL totalt                 | MHL totalt | 123 | 12 | 38 | 50 | 108 | 33 | 6  | 6  | 12 | 10 |

### Internationellt
| Källa: Uppdaterad: 2017-10-06 | Källa: Uppdaterad: 2017-10-06 | Källa: Uppdaterad: 2017-10-06 |         | Utv = Utvisningsminuter | Utv = Utvisningsminuter | Utv = Utvisningsminuter | Utv = Utvisningsminuter | Utv = Utvisningsminuter |
| År                            | Lag                           | Mästerskap                    | Matcher | Mål                     | Assists                 | Poäng                   | Utv                     |                         |
| ----------------------------- | ----------------------------- | ----------------------------- | ------- | ----------------------- | ----------------------- | ----------------------- | ----------------------- | ----------------------- |
| 2010                          | Ryssland                      | U18-VM                        | 7       | 1                       | 1                       | 2                       | 6                       |                         |
| 2012                          | Ryssland                      | JVM                           | 7       | 0                       | 2                       | 2                       | 2                       |                         |
| 2015                          | Ryssland                      | VM                            | 10      | 0                       | 3                       | 3                       | 2                       |                         |
| 2016                          | Ryssland                      | VM                            | 6       | 0                       | 1                       | 1                       | 6                       |                         |
| 2017                          | Ryssland                      | VM                            | 10      | 0                       | 4                       | 4                       | 0                       |                         |
| Junior totalt                 | Junior totalt                 | Junior totalt                 | 14      | 1                       | 3                       | 4                       | 8                       |                         |
| Senior totalt                 | Senior totalt                 | Senior totalt                 | 26      | 0                       | 8                       | 8                       | 8                       |                         |